# Vladimir Sjadrin
Vladimir Nikolajevitsj Sjadrin (Russisch: Владимир Николаевич Шадрин) (Moskou, 6 juni 1948 - aldaar, 26 augustus 2021) was een Sovjet-Russisch ijshockeyer. 
Sjadrin won tijdens de Olympische Winterspelen 1972, Olympische Winterspelen 1976 de gouden medaille.
In totaal werd Sjadrin vjjfmaal wereldkampioen. Sjadrin speelde 193 interlands en maakte daarin 71 doelpunten.
Sjadrin werd met HC Spartak Moskou achtmaal landskampioen. Van tot 1979 tot en met 1983 speelde Sjadrin in Japan voor Red Eagles Hokkaido.